# Levelland
Levelland és una ciutat i seu del Comtat de Hockley a l'estat de Texas dels Estats Units d'Amèrica.

## Demografia
Segons el cens dels Estats Units del 2000 Levelland tenia 12.866 habitants, 4.574 habitatges, i 3.361 famílies. La densitat de població era de 500,8 habitants/km².
Dels 4.574 habitatges en un 36,2% hi vivien nens de menys de 18 anys, en un 55,9% hi vivien parelles casades, en un 13,2% dones solteres, i en un 26,5% no eren unitats familiars. En el 23,2% dels habitatges hi vivien persones soles l'11,6% de les quals corresponia a persones de 65 anys o més que vivien soles. El nombre mitjà de persones vivint en cada habitatge era de 2,68 i el nombre mitjà de persones que vivien en cada família era de 3,17.
Per edats la població es repartia de la següent manera: un 27,6% tenia menys de 18 anys, un 14% entre 18 i 24, un 24,6% entre 25 i 44, un 19,8% de 45 a 60 i un 13,9% 65 anys o més.
L'edat mediana era de 33 anys. Per cada 100 dones de 18 o més anys hi havia 88 homes.
La renda mediana per habitatge era de 28.820 $ i la renda mediana per família de 32.408 $. Els homes tenien una renda mediana de 29.800 $ mentre que les dones 20.042 $. La renda per capita de la població era de 14.296 $. Aproximadament el 15,7% de les famílies i el 20,2% de la població estaven per davall del llindar de pobresa.

## Poblacions properes
El següent diagrama mostra les poblacions més properes.